# General Motors Sequel

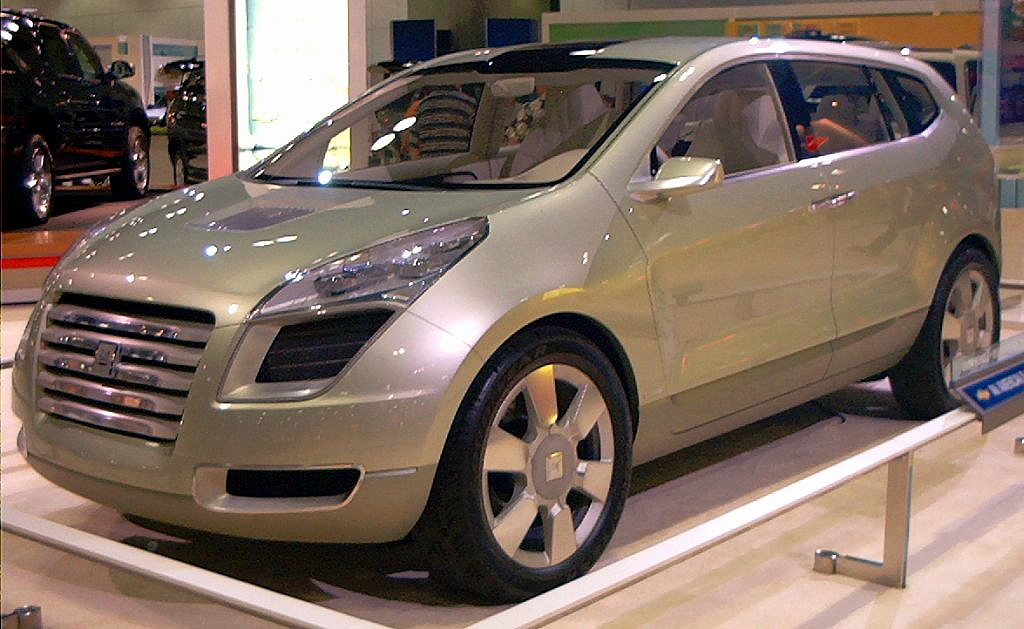
General Motors Sequel en el Auto Show 2006 de Los Ángeles

El General Motors Sequel es un prototipo de automóvil de la marca estadounidense de automóviles General Motors. Emplea un sistema de propulsión HydroGen3 desarrollado por Opel, que se compone de un motor eléctrico alimentado mediante pilas de combustible. Tiene una autonomía de 300 millas (500 km), acelera de 0 a 60 mph en menos de diez segundos, y su única emisión es agua. Se estrenó en el Salón del Automóvil de Detroit de 2005 y en el Salón del Automóvil de Ginebra de 2007. El jefe de General Motors, Rick Wagoner, sugirió entonces que un modelo similar se comenzaría a producir al menos dentro de diez años.